# Dälene
Dälene är en by någon kilometer norr om Ödsmål i Stenungsunds kommun, Bohuslän.
I slutet av 1980-talet drogs nuvarande E6 fram genom byns ägor, vilket gjorde att en jordbruksfastighet fick lösas in, och området avskärmades kraftigt från den närliggande mindre sjön Granvattnet. Tack vare motorvägsbygget fick man däremot en klart förbättrad grusväg genom området, som till skillnad från den tidigare vägen inte är BK3-klassad.
Namnet Dälene kommer från dal och -ene, det sistnämnda härstammar från -vin, vilket betyder betesmark eller äng.